# Live Is Life
Live Is Life é um filme de 2021 dirigido por Dani de la Torre. Foi apresentado no Festival de Cinema Espanhol de Málaga em junho de 2021. No Brasil, foi lançado pela Netflix em julho de 2022.

## Sinopse
Em 1985, cinco amigos planejam fugir na noite de São João para buscar uma flor que, segundo uma lenda, tem poderes mágicos.

## Elenco
- Adrián Baena - Rodri
- Juan del Pozo - Álvaro
- Raúl del Pozo - Maza
- David Rodríguez - Suso
- Javier Casellas - Garriga

## Produção
Foi gravado principalmente em locações na Galiza, focando especialmente em La Ribeira Sacra. Com localizações nas províncias de Lugo e Ourense. Além disso, parte das filmagens também ocorreram em Barcelona.

## Lançamento
Teve sua estreia oficial no Festival de Cinema de Málaga em 6 de junho de 2021. Embora o lançamento nacional nos cinemas da Espanha fosse em 13 de agosto, mais tarde foi adiado para 5 de novembro devido às complicações dos lançamentos nos cinemas pela pandemia de COVID-19. Finalmente, teve que ser adiado novamente para 3 de junho de 2022.

## Recepção
No El Mundo, Javier Estrada disse que é "um filme de aventura que quase pode ser interpretado como Goonies na Espanha." No Movie Nation, Roger Moore avaliou com 2/4 estrelas dizendo que é "original apenas no número de filmes dos quais ele se baseia. Mas não é Stand By Me, não é realmente Five Teens and a Baby, e com certeza não é como Goonies."
Em sua crítica no Escribiendo Cine, Juan Pablo Russo deu a nota de 6/10 dizendo que "De la Torre, um cineasta acostumado a ação e suspense, sai de sua zona de conforto e imbui seu filme com um tom agridoce aventureiro criando um melodrama eficaz." No jornal A Gazeta (Espírito Santo), Rafael Braz disse que "é interessante como Live is Life usa os clichês de forma inteligente para criar bons dramas." No Esquina da Cultura, Matheus Mans avaliou como "uma história chata de nostalgia vazia".
No Common Sense Media, Brian Costello disse que "este é um drama de amadurecimento envolvente com história e talento de atuação suficientes para superar os aspectos familiares dessa 'jornada do herói'."